# Kordin
Kordin est un village de Malte, situé dans le sud de la zone intérieure de Grand Harbour dans Malte, faisant partie du conseil local (Kunsill Lokali) de Raħal Ġdid (Paola) compris dans la région (Reġjun) Nofsinhar.

## Sources
- (mt) Alfie Guillaumier, Bliet u Rħula Maltin (Villes et villages maltais), Klabb Kotba Maltin, Malte, 2005.
- (en) Juliet Rix, Malta and Gozo, Brad Travel Guide, Angleterre, 2013.
- Alain Blondy, Malte, Guides Arthaud, coll. Grands voyages, Paris, 1997.